# Nymphidium multochrea
Nymphidium multochrea är en fjärilsart som beskrevs av William James Kaye 1919. Nymphidium multochrea ingår i släktet Nymphidium och familjen Riodinidae. Inga underarter finns listade i Catalogue of Life.